# شقة النخيب
شقة النخيب(1) (2) هي ممر إقلاع وهبوط عسكري عراقي كانت مُكمّلة للقواعد الجوية العراقية وبديلة لها في الحالات الاضطرارية لنزول الطائرات العسكرية في جنوب مدينة النخيب بناحية النخيب بمحافظة الأنبار غرب العراق، البعد بينها وبين قصر الأخيضر 220 كيلومتراً شرقاً، وبينها وبين الحدود السعودية 80 كيلومتراً غرباً، أُنشئت في عقد الثمانينات من القرن العشرين، ذكر مارك وِرْكِما في كتابه (أون فلكرم ونكز) المنشور سنة 2000 م أن مطار رديف الخفي ضمن المطارات المحصنة ذات دفاع جوي.

## الهوامش
- «1»: يُسمى في المصادر الأجنبية Radif Al Khafi Highway strip(قاعدة الرديف الخفي) ولم أعثر على مصدر عربي عراقي أو غير عراقي لهذه التسمية.[7]
- «1»:الشقة في اصطلاح القوة الجوية العراقية هي ممر ثانوي احتياطي أو اضطراري أو بديل للقواعد العسكرية الرئيسية لإقلاع ونزول الطائرات العسكرية.[8]

## وصلات خارجية
- موقع شقة النخيب في الخارطة العراقية اللوجستية العامة (Radif Al Khafi) Iraq:General Logistics Planning Map 2015